# La Rambla
|  | Per a altres significats, vegeu «La Rambla (desambiguació)». |

La Rambla, també anomenada les Rambles perquè té diversos trams amb noms diferents, és un passeig emblemàtic de Barcelona que discorre entre la Plaça de Catalunya, centre neuràlgic de la ciutat, i el Port Vell. La paraula «rambla» té el seu origen en la paraula àrab rámla, que significa «areny, sorral», documentada per primera vegada en català l'any 1249. Una rambla és, per tant, una riera o torrent; és a dir, curs fluvial normalment sec per on només hi passa aigua en determinats moments de l'any o en dies de pluja. És un tret geogràfic típic del nord de la Mediterrània, on hi ha un règim de pluges irregular, amb grans xàfecs concentrats a l'inici de la tardor. Per extensió, una rambla és el passeig fet al llit d'una riera.
A la Rambla hi ha molts quioscos de premsa i parades de flors, actors ambulants, artistes plàstics com ara pintors, caricaturistes i retratistes, cafeteries, restaurants i botigues. Prop del port s'hi acostumen a instal·lar paradetes d'artesania i també pintors i dibuixants. Tot passejant per la Rambla es poden admirar diversos edificis d'interès, com el Palau de la Virreina, el Palau Moja, el mercat de Sant Josep o de la Boqueria, l'Antiga Casa Figueras, el Teatre Principal i el Gran Teatre del Liceu, on es representen òperes i ballets. Un dels carrers laterals, d'escassos metres de longitud, porta a la Plaça Reial, amb les seves palmeres i voltada de porxos sota els quals hi ha un bon nombre de cerveseries i restaurants, i on es reuneixen els diumenges al matí els col·leccionistes de segells i monedes.
La Rambla de Barcelona desemboca a la plaça del Portal de la Pau, oberta al Port Vell, on s'aixeca el monument a Colom. Ben a prop hi ha el Museu Marítim, dedicat especialment a la història naval de la Mediterrània i on s'exhibeix, entre d'altres, la reproducció a escala real d'una antiga galera de combat. El museu està situat a l'edifici medieval de les Drassanes Reials, on es construïen els vaixells que connectaven els extensos dominis de la Corona pel Mediterrani. El Port Vell ofereix altres atractius, com ara un centre d'oci, de botigues i restaurants (el Maremàgnum), un cinema IMAX i el major aquari de fauna marina mediterrània.
Al centre històric, ben a prop de la Rambla, també són interessants la Catedral, la Plaça de Sant Jaume – que acull els edificis de la Generalitat i de l'Ajuntament de Barcelona – i els carrerons estrets i animats del barri Gòtic, el Raval i la Ribera (que inclou el Born).
Antigament un passeig popular i burgès, el turisme de masses (sobretot arran dels Jocs Olímpics d'Estiu de 1992) ha afectat el caràcter del carrer, amb la proliferació de comerços de records i també de carteristes. Malgrat que gairebé ja no sigui freqüentada pels barcelonins, la seva popularitat entre els turistes fa que la Rambla estigui plena de gent, sobretot en plena temporada.

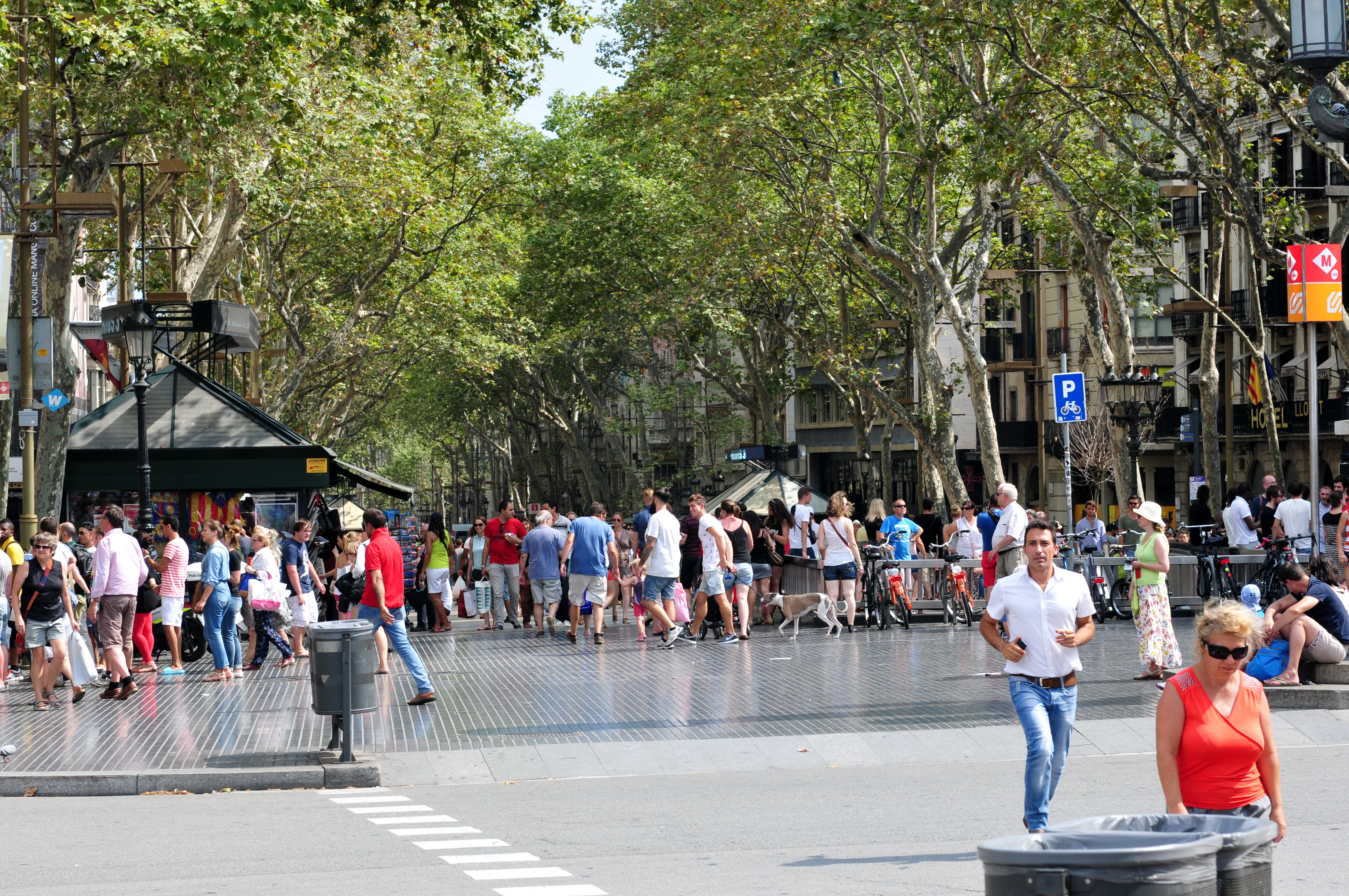
La Rambla de Canaletes envaïda pels turistes

## Les diverses rambles

Els diversos trams de la Rambla.

La Rambla, denominació acceptada avui dia nomenclaturalment per l'Ajuntament, ha rebut al llarg del temps diferents segons cada tam. De nord a sud són els següents: 
- Rambla de Canaletes o dels Estudis,[5] amb la famosa Font de Canaletes, instal·lada aquí des del 1843. Abans era anomenada dels Estudis perquè en aquest tram hi havia l'Estudi General o Universitat, al capdamunt de la Rambla, davant la porta de Santa Anna, edifici del segle XV que va perdre el seu ús quan la Universitat fou suprimida per Felip V i es convertí en caserna militar. Es va enderrocar el 1843. Baixant a mà dreta també hi havia el col·legi del nobles de Cordelles, dels jesuïtes,[6] del qual només resta l'església de Betlem. En ésser enderrocat l'Estudi General, al segle xix començà a rebre el nom de Canaletes. Cal dir que la dita font ja existia, però no era l'actual de ferro colat. En aquest tram podem trobar com a edificis destacats l'església de Betlem, el teatre Poliorama, antiga Acadèmia de Ciències al número 9, on hi ha un rellotge amb el qual els barcelonins posaven a l'hora els seus doncs era considerada l'hora oficial[7] i el palau Moja, on residí el poeta Verdaguer quan fou capellà almoiner del Marquès de Comilles.[8]
- Rambla de les Flors (o rambla de Sant Josep, a causa de l'antic convent de Sant Josep), únic lloc de la ciutat en què al segle XIX s'hi venien flors i que avui conserva encara aquesta activitat. Com a edificis destacats al número 32 trobem una casa amb esgrafiats del segle xviii i al número 37, cantonada amb el carrer del Carme, una típica casa romàntica barcelonina. També hi trobem el Palau de la Virreina.[9] Fins al 2010, també s'hi podien trobar parades d'ocellaires.[10]
- Rambla dels Caputxins (o rambla del Centre), anomenada així per l'antic convent de frares caputxins. Hi trobem el pla de la Boqueria, anomenat així pels venedors de carn medievals en les seves taules de bocateria.[11] Hi trobem el Gran Teatre del Liceu.
- Rambla de Santa Mònica, tocant al port, on s'aixeca la parròquia que li dona nom i que va ser, temps enrere, convent dels agustins descalços, del segle xvii. Actualment hi trobem el Centre d'Arts Santa Mònica i l'accés al Museu de Cera.

Més enllà del port, la Rambla continua per l'anomenada Rambla de Mar, una passarel·la ondulada de fusta que comunica amb el moll d'Espanya, obra dels arquitectes Helio Piñón i Albert Viaplana, inaugurada l'any 1994. Més amunt de la plaça de Catalunya, la Rambla continua per la Rambla de Catalunya.

## Toponímia
El mot català «rambla» prové de la paraula àrab ramla, que significa «banc de sorra». És un terme genèric i habitual als Països Catalans, i particularment al País Valencià, per designar un petit rierol generalment sec, que només s'omple en determinades èpoques de l'any, propi dels règims pluvials irregulars de la península Ibèrica. Per extensió, una «rambla» és el llit d'un riu.
La primera constància escrita del terme en català data del 1249. També trobem el terme «rambla» present, per exemple, en un plànol del Setge de Barcelona (1713-1714), entre el nucli antic i el nucli nou de la ciutat, extramurs del nucli antic. El passeo da la Rámbla era esmentat l'any 1805 en un diari de viatge per Europa.

## Història

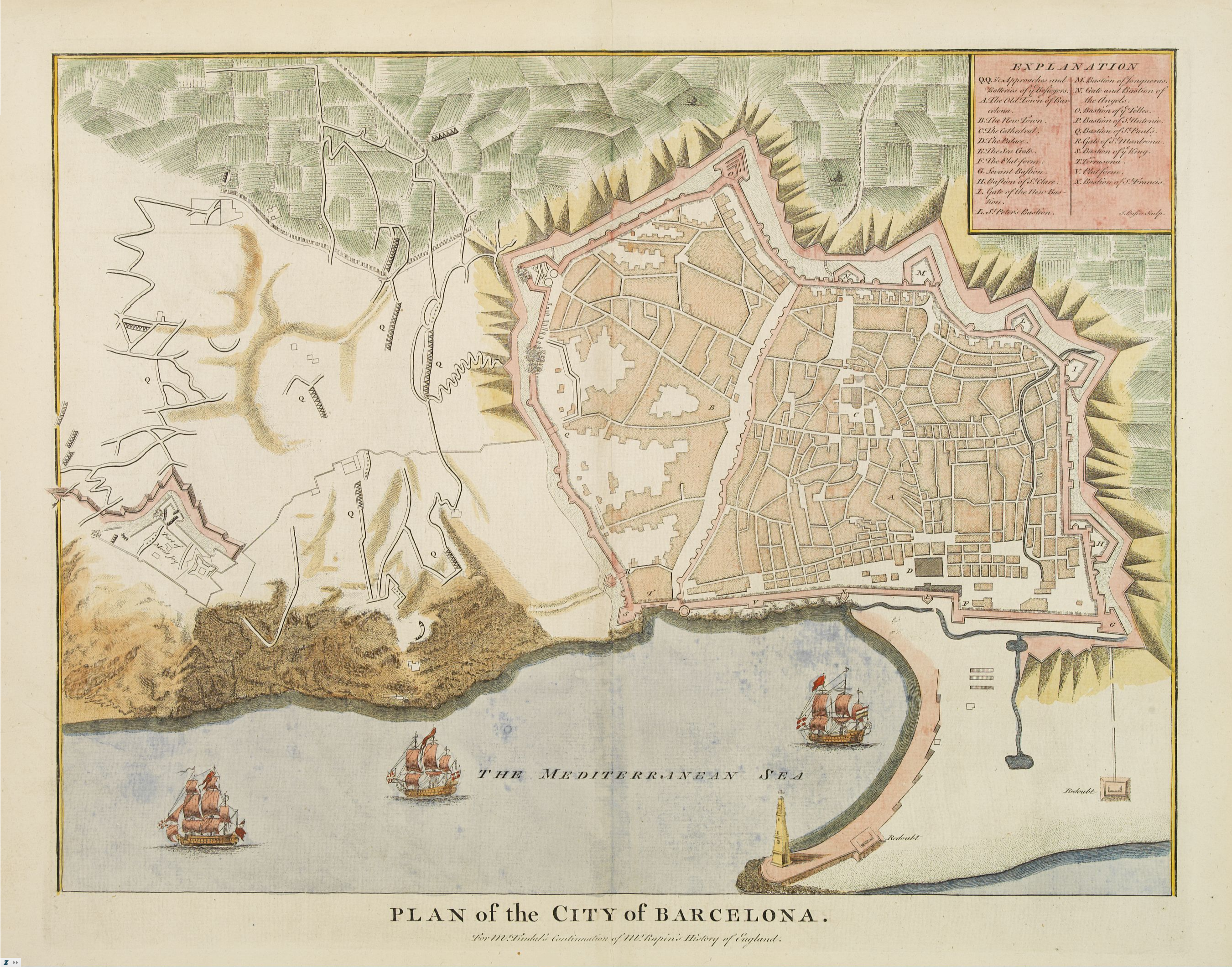
Mapa de Barcelona cap al 1700 que mostra la Rambla baixant pel centre de la ciutat i flanquejada per l'antiga muralla a la seva dreta.

El curs de la Rambla era originàriament un rierol ple d'aigües residuals, generalment sec però un important desguàs per a les abundants aigües pluvials que fluïen dels turons de Collserola durant la primavera i la tardor. Separava la ciutat emmurallada al seu marge nord-est dels assentaments del Raval ("el suburbi") al seu sud-oest.
Antigament, per l'actual Rambla hi baixava la riera d'en Malla (també anomenada de Cagadell, Codonell, d'en Bonanat, d'en Ponç o d'en Pomet), que fluïa per l'actual carrer de Balmes i per l'actual Rambla per desembocar en algun punt entre l'actual plaça del Duc de Medinaceli i la plaça de la Mercè.
El 1260, sota el regnat de Jaume I, va començar la construcció d'una nova muralla a la Rambla, que protegís els nous barris que havien nascut fora del nucli originari de la ciutat. Tenia un perímetre de 5.100 metres i tancava una àrea de gairebé 1,5 km², i s'hi van obrir un total de 8 portes: la de Sant Daniel, la d'en Campderà (futur Portal Nou), la de Jonqueres, la dels Orbs (després de l'Àngel), la de Santa Anna, també coneguda com del Ferro o dels Bergants, la de la Boqueria, la de Trentaclaus, o dels Ollers i la Porta Ferrissa, anomenada així perquè s'hi va fixar una barra de ferro que servia per a contrastar la cana, mesura de longitud.
L'any 1440, la riera es va desviar cap al nord per sortir de les noves muralles; la riera va deixar de fluir i la Rambla va començar a convertir-se en carrer.
Durant els segles següents al tancament de la Rambla per les muralles, aquesta es va convertir en un centre consolidat de la vida urbana de Barcelona, servint com a via llarga i àmplia utilitzada per a festivals, mercats i esports. L'any 1704, les muralles foren substituïdes per cases al voltant del mercat de Sant Josep. Ja al segle xviii, la plaça de la Rambla era un punt de trobada a les nits d'estiu.
Durant aquest període també s'hi van construir nombrosos convents, sobretot al costat del Raval, com el monestir i col·legi dels Jesuïtes de Betlem (1553), del qual només queda l'església posterior; el monestir carmelita de Sant Josep, a l'emplaçament de l'actual mercat de la Boqueria; i un monestir de caputxins a l'extrem inferior del carrer.
Els primers arbres daten del 1702, quan s'hi van plantar 280 pollancres que van ser reemplaçats més tard per oms. Aquests van tornar a ser reemplaçats per acàcies al 1832, i els plàtans actualment en peu van començar a ser l'arbre comú a partir de 1859, i procedien de la Devesa de Girona.
Durant els darrers segles, diversos conflictes van afectar els edificis religiosos de la Rambla, sobretot els disturbis de la nit de Sant Jaume de 1835, unes revoltes contra els ordes religiosos fonamentalment pel seu suport als carlins i durant les quals els revolucionaris van cremar monestirs i esglésies i van matar diversos frares. Arran d'aquests fets, aquests edificis van desaparèixer i van ser desamortitzats, i en l'espai alliberat pels convents s'hi construirien alguns dels equipaments que veiem actualment, com el Liceu (1847), la Boqueria (1836) i la Plaça Reial (1848).
La venda de flors a la Rambla data de mitjan segle xix, el 1853, mentre que els primers ocellaires van arribar dos anys més tard al tram central de la Rambla.
Al 1860 s'hi inaugurà la font de Canaletes. La font original estava situada al pati de l'edifici dels Estudis Generals, precedents de la Universitat de Barcelona; en desaparèixer aquest edifici, la font fou traslladada a la Rambla. L'actual data del 1890, quan l'ajuntament aprovà la instal·lació d'una font fanal, un model creat per l'arquitecte municipal Pere Falqués l'any 1889; aquesta és feta de ferro, té quatre brolladors i està coronada per un fanal de quatre llums.

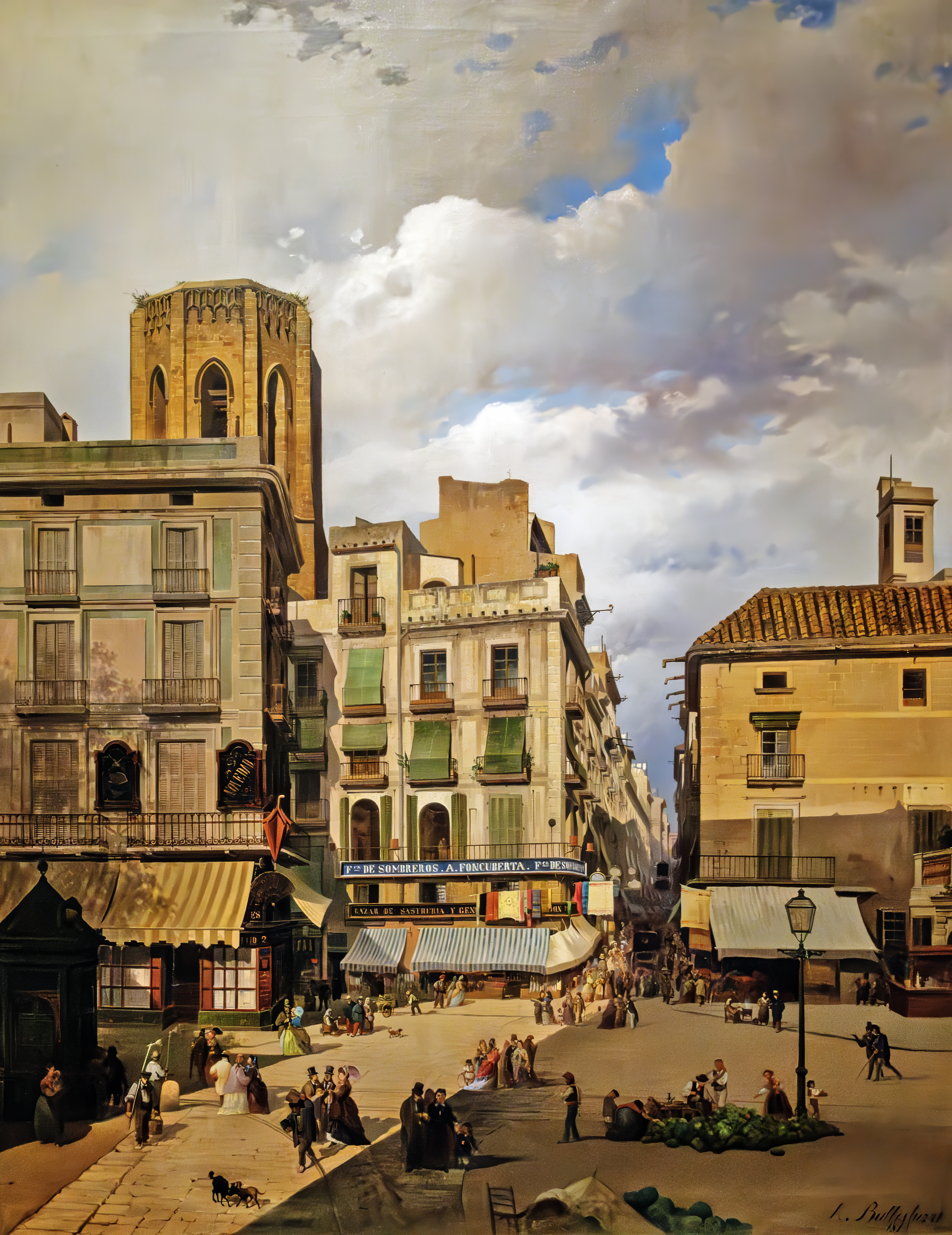
El pla de la Boqueria (1873), obra d'Achille Battistuzzi, amb la Casa Bruno Cuadros abans de la seva reforma.

Entre 1883 i 1885, la Casa Bruno Cuadros va ser remodelada per l'arquitecte Josep Vilaseca i Casanovas, i va passar a exposar a la seva façana figures japoneses, paraigües, ventalls i un drac, ja que la casa venia paraigües, para-sols, mantes i ventalls principalment del Japó. L'any 1894 es va inaugurar la seu de la Reial Acadèmia de Ciències i Arts de Barcelona, dissenyada per Josep Domènech i Estapà, i el 1888 el monument a Colom.
El Liceu es convertí també en l'aparador social d'una burgesia que hi veia un espai refinat i prestigiós; a la vegada, l'anarquisme, que s'havia apoderat dels moviments de revolta social de l'època, veié en el Liceu un dels símbols de l'oligarquia dominant. Aquesta identificació afectà tràgicament la vida del teatre: el 7 de novembre de 1893, l'anarquista Santiago Salvador i Franch llançà dues bombes tipus Orsini sobre la platea del teatre, de les quals només n'explotà una, que causà una vintena de morts. Aquest fet commocionà la ciutat; el públic liceístic (i, en general, el dels teatres de la ciutat) va trigar a tornar a la normalitat; alhora, l'esdeveniment va potenciar, i sovint distorsionar, la imatge classista del Liceu.
Durant la guerra civil espanyola (1936-39) diversos edificis i personal religiosos de la Rambla van veure's afectats, tant a conseqüència dels danys causats per l'artilleria i els atacs aeris de les forces franquistes i els seus aliats alamenys i italians, com a mans dels anarquistes, que van assassinar un gran nombre d'eclesiàstics, així com destruir esglésies i d'altres estructures religioses, obres d'art i d'imatgeria religiosa.
L'any 1976, al pla de la Boqueria s'hi va inaugurar el mosaic del Pla de l'Os de Joan Miró, també conegut amb el nom de Paviment Miró.
El maig de 1981 va ser l'escenari de l'assalt al Banco Central, un intent d'atracament al Banco Central, al capdamunt de la Rambla, que va derivar en el segrest d'unes tres-centes persones, treballadors i transeünts que en el moment de l'assalt es trobaven dins de l'edifici, i que es va allargr pràcticament 37 hores.

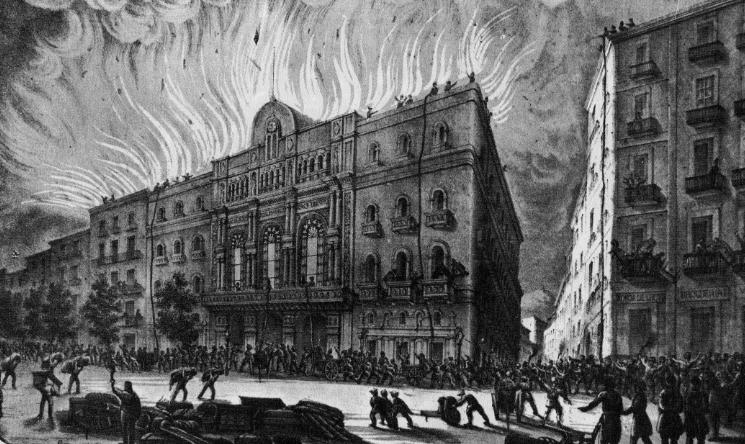
Incendi del Liceu de 1861.

El gener de 1994, mentre uns operaris treballaven en la reparació del teló d'acer antiincendis del Liceu, unes guspires van originar les flames que causarien un incendi i que destruirien quasi del tot un dels teatres més emblemàtics del país, ja que quan els bombers van arribar-hi el foc era ja incontrolable. Ja havia patit un altre incendi l'any 1861, catorze anys més tard de la seva inauguració, segurament a causa d'un llum d'oli mal apagat al quart pis; en ser tot de fusta, el foc es va propagar molt de pressa i no van ser a temps d'utilitzar els dipòsits d'aigua. Les flames el van destruir i només en va quedar la carcassa de pedra del teatre, que va aprofitar-se en la primera reconstrucció. Per a la segona reconstrucció es van expropiar diverses finques per tal de permetre'n l'ampliació, la Societat del Gran Teatre del Liceu va cedir la propietat del teatre a les administracions públiques i aquest va passar a ser de titularitat pública. Finalment va poder reobrir el 1999.

### Atemptat terrorista de 2017

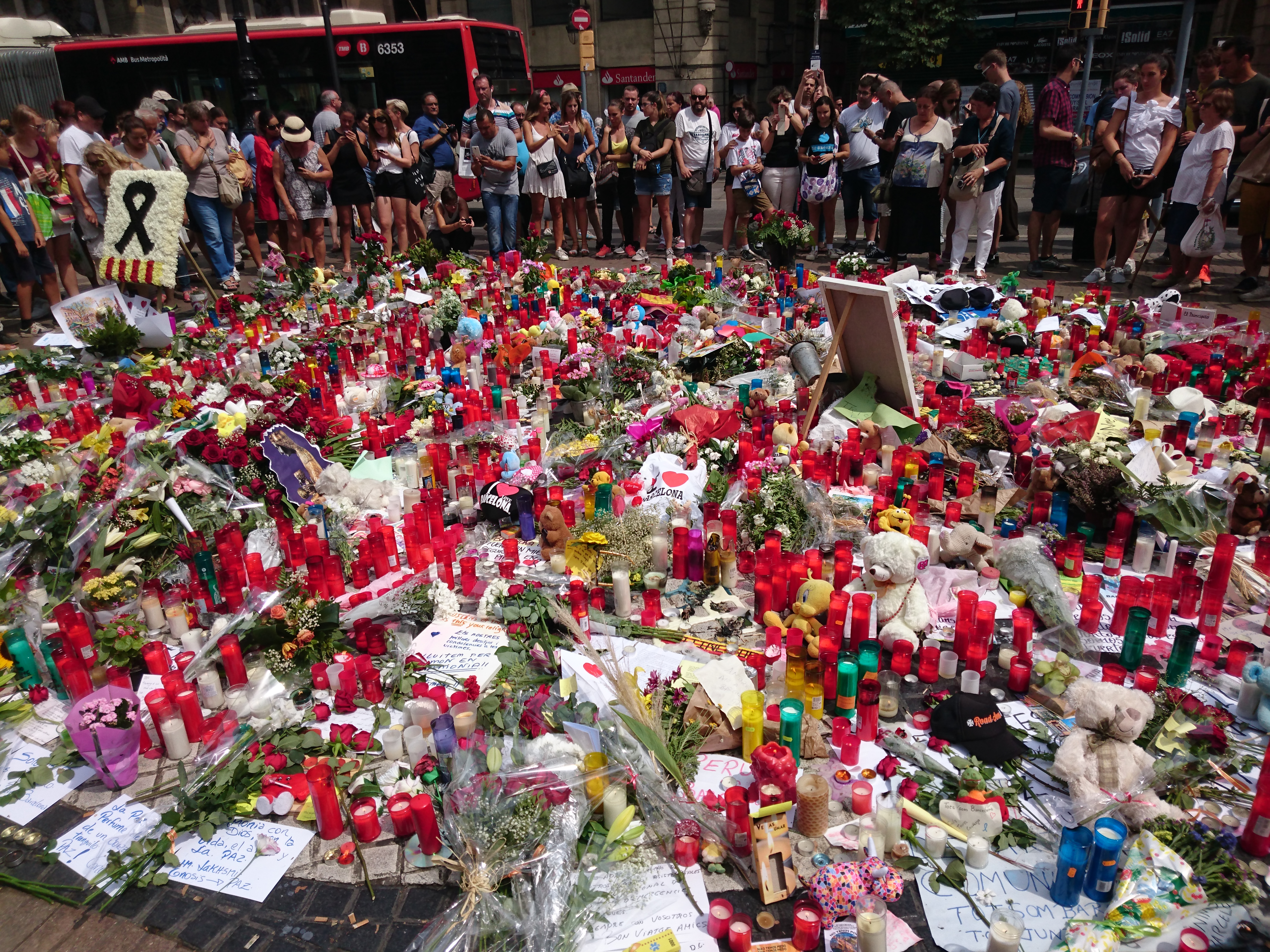
Homenatge a la Rambla després de l'atemptat.

El 17 d'agost de 2017 s'hi va produir un atropellament massiu deliberat, reivindicat hores més tard per l'autodenominat Estat Islàmic, fent servir la tècnica de vehicle-ariet.
A quarts de cinc de la tarda, una furgoneta Fiat Talento blanca de lloguer va envestir desenes de persones a la part alta de la Rambla. Segons testimonis oculars, el conductor va anar fent esses al llarg d'uns 500 metres per tal d'atropellar més gent. El furgó va aturar-se a l'alçada de mitja Rambla, just a sobre del mosaic del Pla de l'Os de Joan Miró. Seguidament, el conductor va sortir armat de la furgoneta.
L'atemptat es va saldar amb 15 morts i més d'un centenar de ferits de 35 nacionalitats diferents.

## Paviment
El 1961 Noel Clarasó va proposar que el terra de la Rambla, fins aleshores, de llambordes grises, fos de colors, amb lloses que reproduïssin un motiu d'onades, que els ferros dels balcons es pintessin del mateix color «alegre: blanc, groc o taronja» i «que les vorades de les voreres es fessin també de color». Amb la seva Rambla de Colors Clarassó proposava «un blau de cuina, que és blau de vora del mar. Al cap i a la fi les Rambles són un passeig que desemboca al mar.» La seva campanya es va allargar fins que el 1969 finalment van acceptar una part de les seves idees: el disseny del terra actual correspon a Adolf Florensa i Jordi Ros, i es va aplicar entre 1969 i 1978.
La història d'aquestes lloses té el seu origen en la plaça del Rossio de Lisboa (Portugal), decorat en forma d'ones amb la tècnica de la «calçada portuguesa». El disseny és un mosaic de llambordes blanques i negres que posteriorment va copiar-se a Porto (Portugal) el 1881, a la plaça de São Sebastião Manaus (Brasil) el 1901 i en els passejos marítims de Rio de Janeiro (Brasil) el 1907 i posteriorment el d'Alacant (País Valencià). En la versió barcelonina es va utilitzar el vibrazo d'Escofet, una mena terratzo per a exteriors.

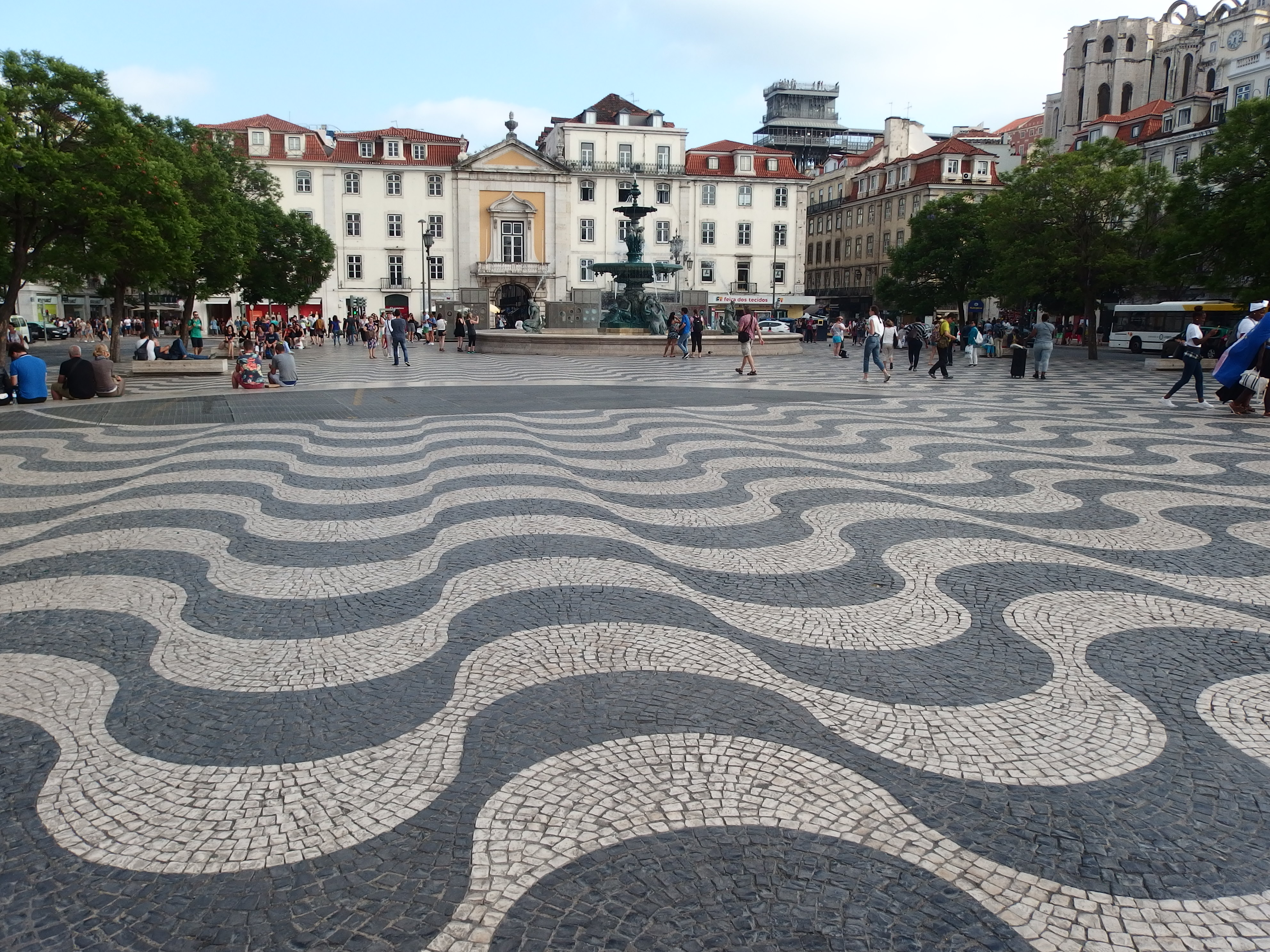
Lisboa.
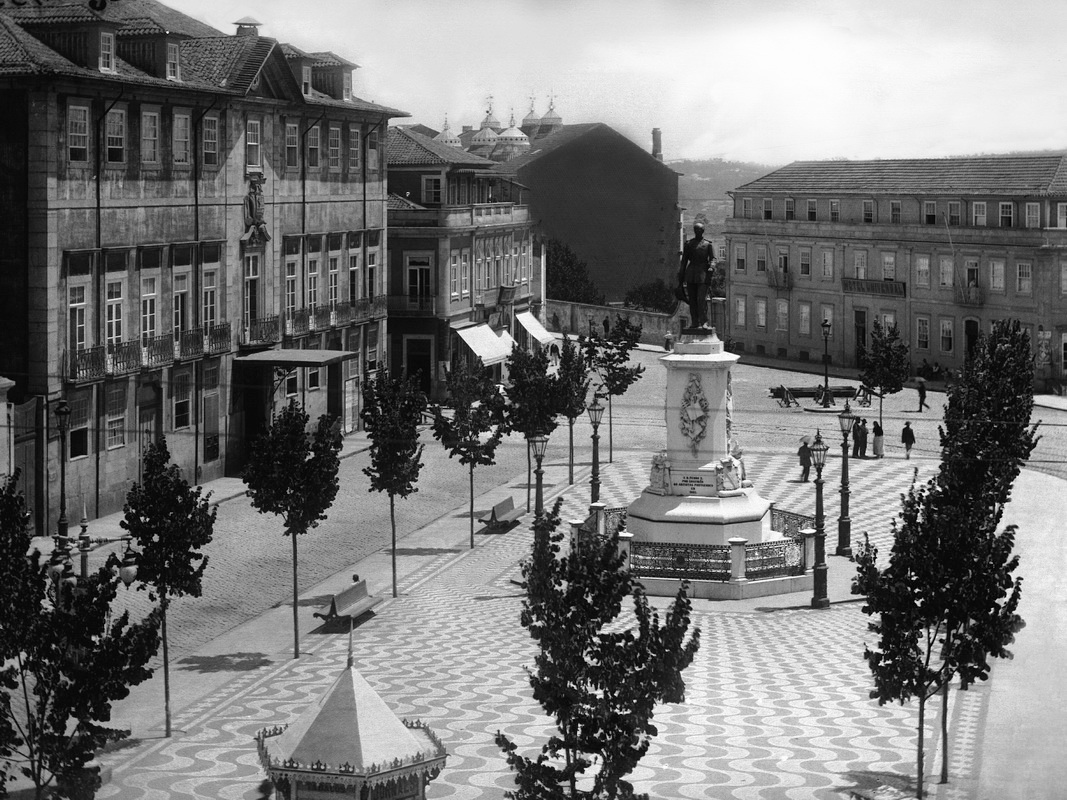
Porto.
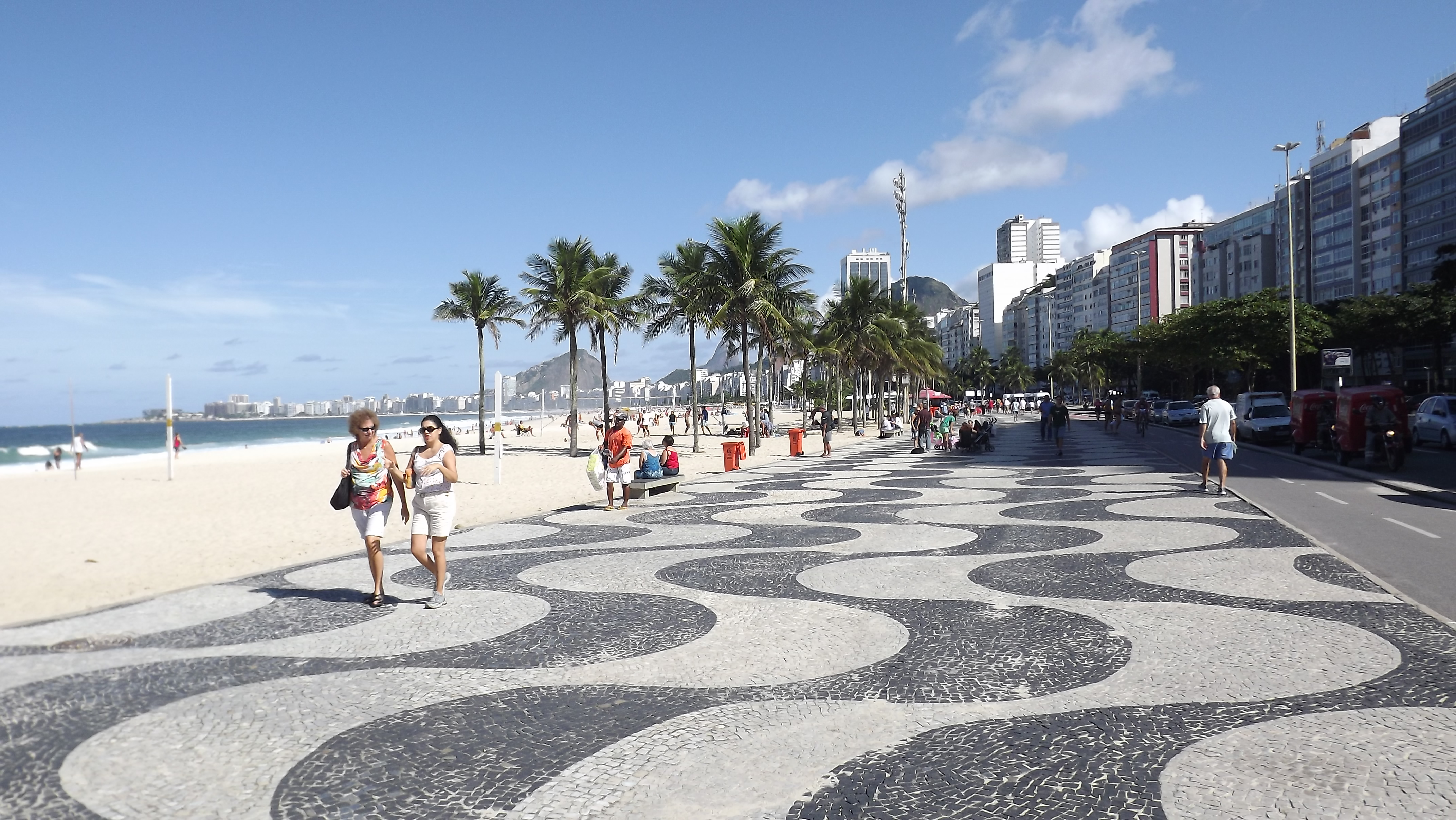
Rio de Janeiro.
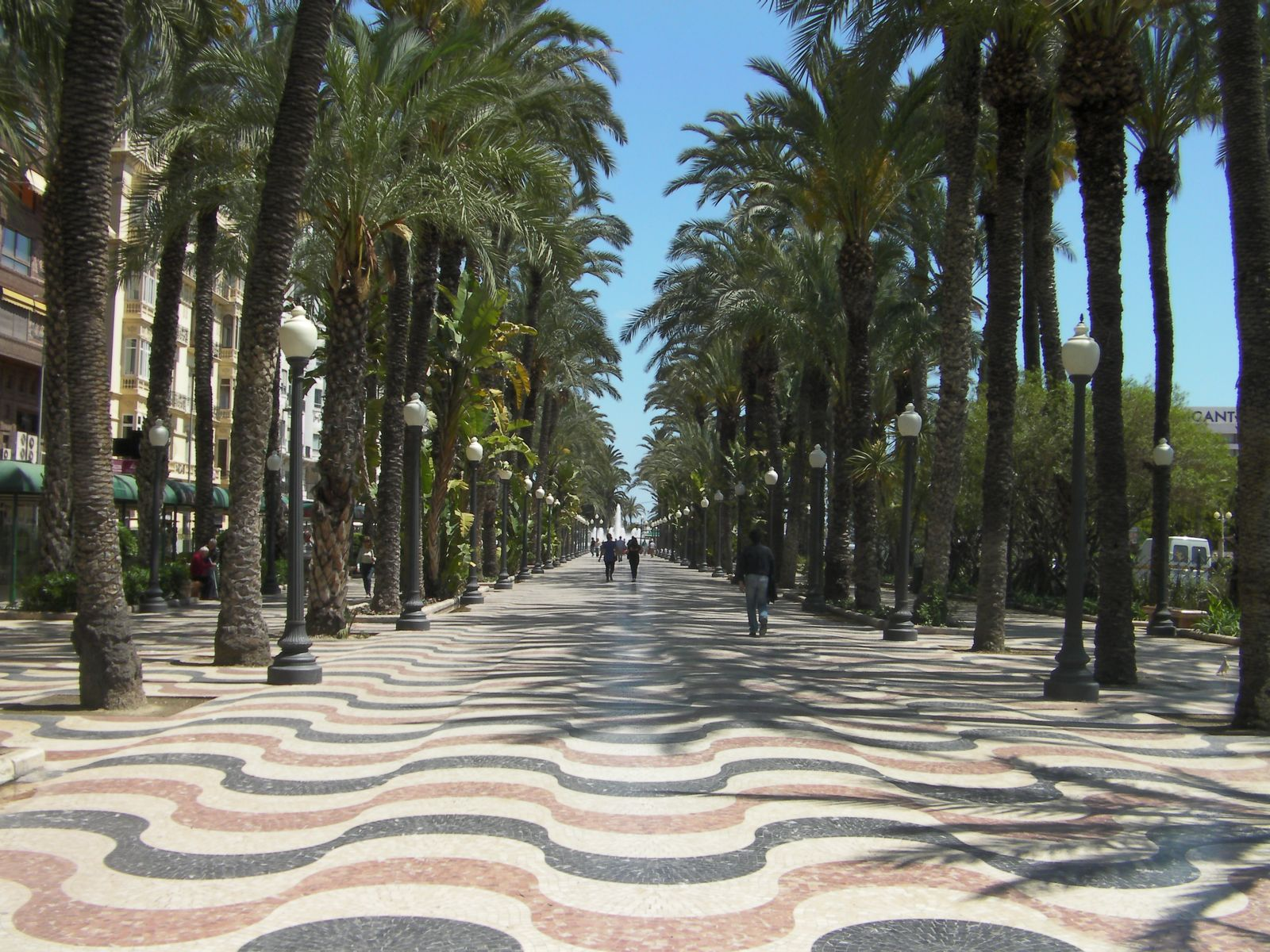
Alacant.
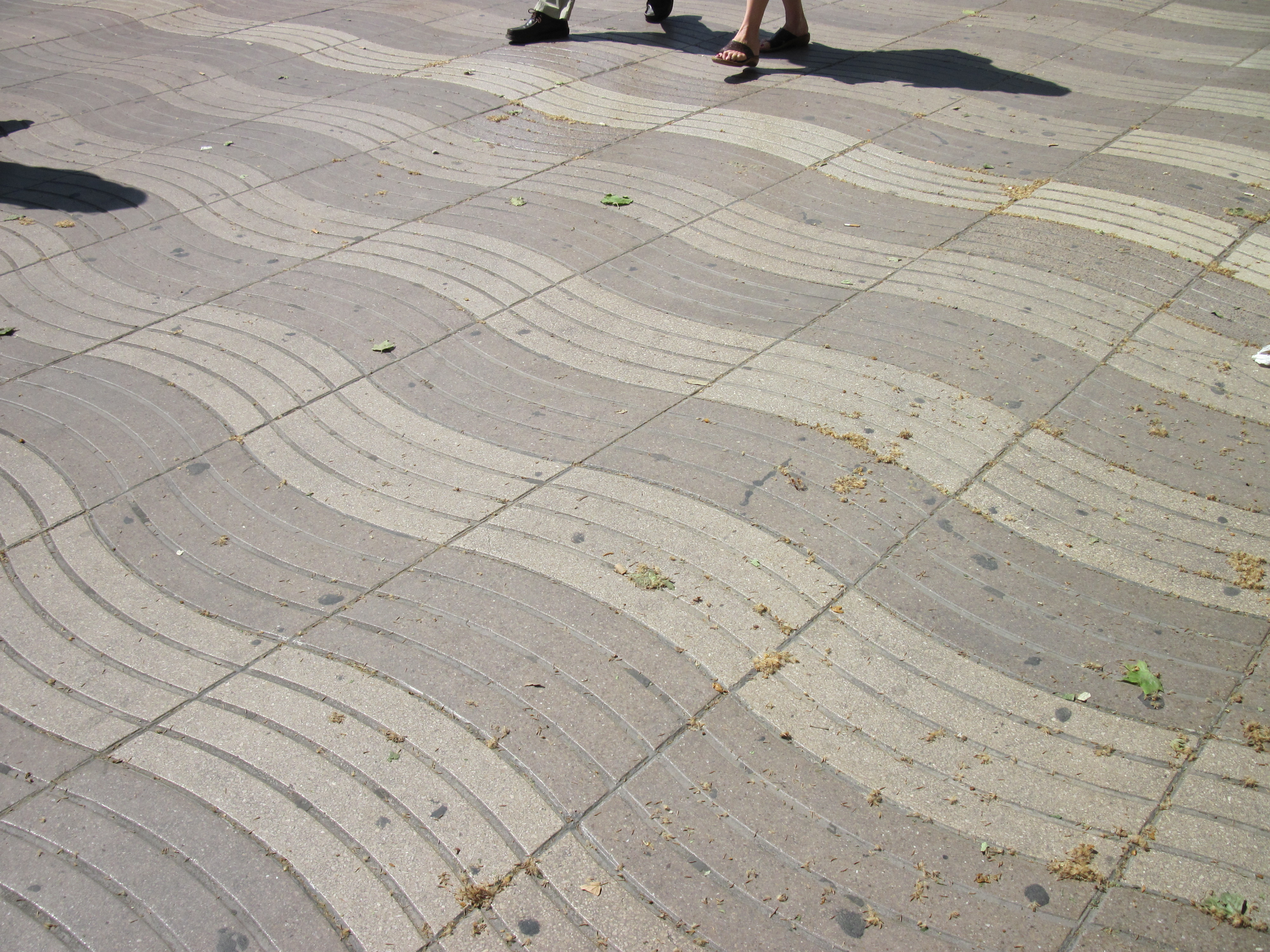
Barcelona.
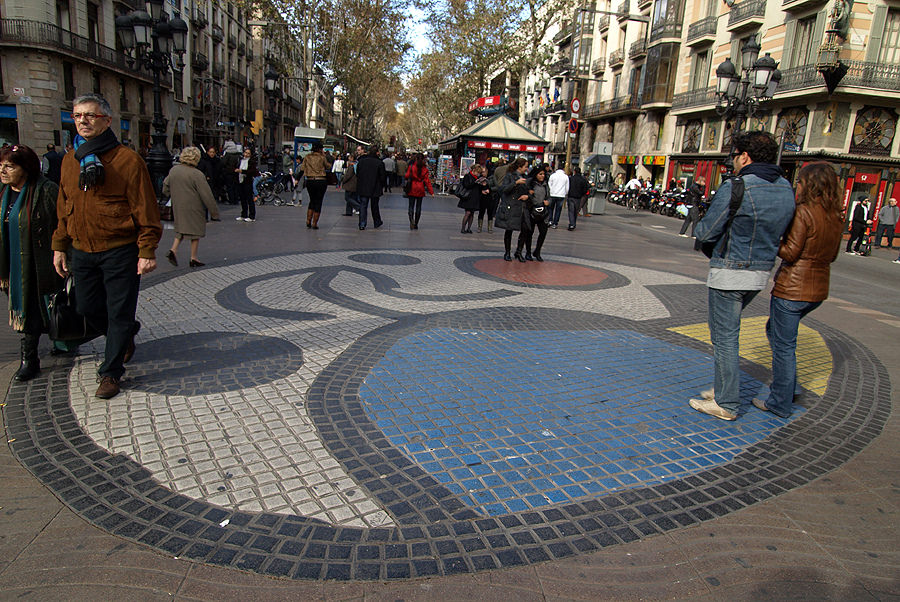
Mosaic del Pla de l'Os.

Aquest paviment característic de franges ondulades a la Rambla, que recorda unes ones marines que ascendeixen des de Colom fins a la plaça Catalunya, serà substituït per un altre, a proposta de l'arquitecta Itziar González el 2018. Les rajoles seran retirades i canviades per un paviment a franges, format per peces més resistents, de 20 per 30 centímetres, i que unificarà voreres, calçada i passeig central. El projecte de la transformació urbanística del passeig es va aprovar el març de 2021 i compta amb una inversió de 44,5 M €, tot i que sense data d'inici d'obres.
Al paviment del Pla de la Boqueria hi trobem també el mosaic del Pla de l'Os, una obra de 1976 creada per Joan Miró.

## Parades i artistes al carrer

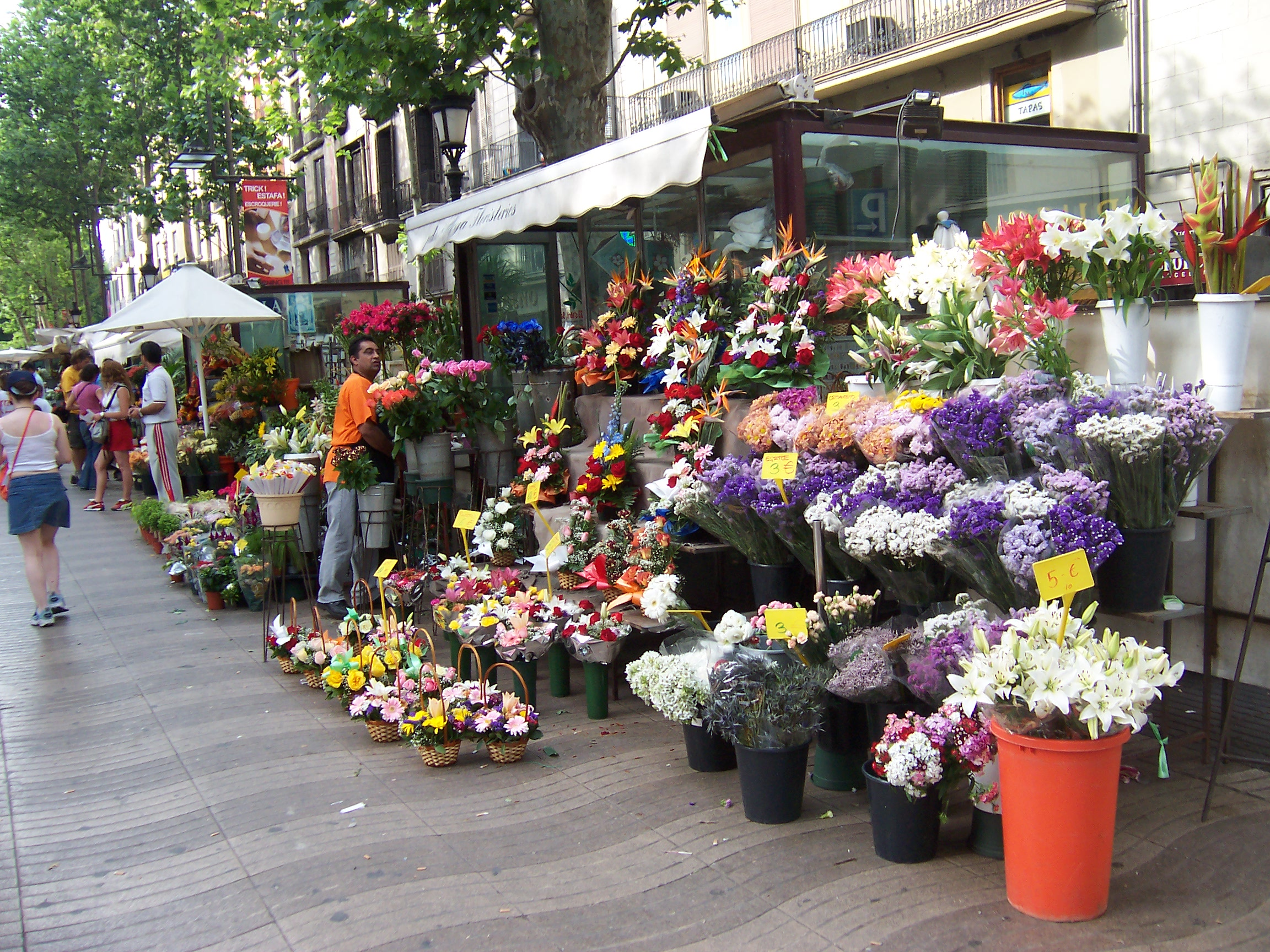
Floristeria a la Rambla de les Flors.

Hi ha constància que en aquesta part de la ciutat ja hi havia venedores de flors al segle XIII, tot i que no va ser fins al segle xix que es va consolidar; així, les primeres parades de venda de flors a la Rambla daten de l'any 1853. Aleshores els paradistes muntaven cada dia cavallets amb fustes al damunt, on hi exposaven flors i plantes, i ho desmuntaven i guardaven tot fins l'endemà en acabat. Les parades fixes es van establir a la dècada del 1960, adequades per a l'activitat comercial, i van ser totalment renovades l'any 1990. En l'actualitat hi ha 16 quioscos de floristes en aquest tram de la Rambla, i darrerament han renovat la seva imatge. Aquest emblemàtic passeig ha inspirat tota mena artistes al llarg del temps, i se n'han escrit poemes i cançons, com l'obra de teatre La Rambla de les Floristes, de Josep Maria de Sagarra.
Des del 1855 en el tram central hi van tenir parades els ocellaires, on s'hi venien diverses espècies d'animals; aquestes parades van donar nom al passeig, que es va anomenar la Rambla dels Ocells. Tot i que l'Ajuntament de Barcelona va implementar una normativa per evitar la compra compulsiva d'animals, on se'n prohibia l'exposició al públic entre altres regulacions, a la Rambla encara hi quedaven quioscos que continuaven amb aquesta pràctica. Organitzacions pels drets dels animals com la Plataforma Rambles Ètiques, integrada per FAADA i Libera!, van desenvolupar campanyes durant anys perquè els venedors acatéssin l'ordenança i cesséssin la seva activitat per raons ètiques i sanitàries. Des del 2006, l'ajuntament només lliurava pròrrogues als comerciants, oferint alternatives com el recondicionament dels seus llocs o el canvi d'activitat econòmica. Aquesta activitat va cessar diumenge 15 de novembre de 2013 en tancar portes el darrer propietari.
Amb la remodelació de la Rambla i les activitats que s'hi desenvolupaven, les estàtues humanes que podien trobar-se arreu del passeig van veure's afectades, ja que l'ajuntament va passar a regular també les activitats artístiques al carrer. Aquest va iniciar un procés d'elecció d'artistes per tal d'acreditar-ne només 30 i limitar-los al tram comprès entre el carrer de Bonsuccés i la plaça de l'Arc del Teatre, a tocar d'Escudellers, així com restringint-los l'horari d'actuacions.

## Transport

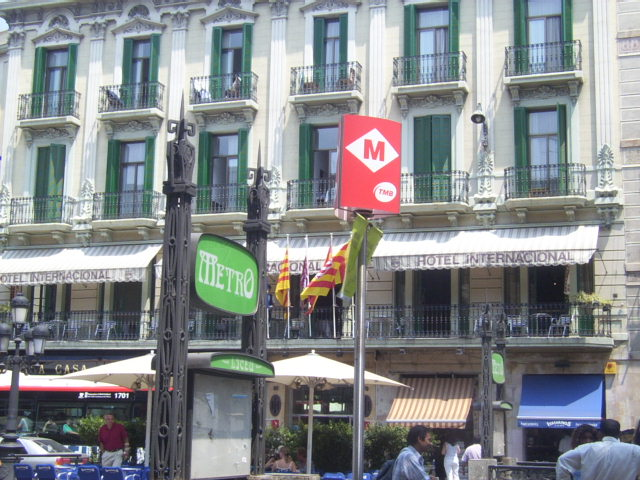
Bocana de l'estació de metro Liceu.

El mode de transport més evident de la Rambla és el seu dens flux de vianants, que utilitzen en gran part l'àmplia zona central per a vianants. Aquesta està flanquejada per dues estretes vies de servei, que al seu torn estan flanquejades per estretes passarel·les per a vianants davant dels edificis. Malgrat la seva longitud, no es permet el trànsit de vehicles per creuar la passarel·la central de vianants. Es calcula que en un dia feiner qualsevol s'estima que passen unes 239.628 persones, i els caps de setmana unes 310.170.
La línia 3 passa per sota de la Rambla, amb estacions a:
- Catalunya, a l'extrem nord i immediatament adjacent a la plaça Catalunya, que enllaça amb la línia 1; és una gran estació d'intercanvi servida per diverses línies de metro i ferrocarril de rodalies.
- Liceu, a la meitat del recorregut, davant el Teatre del Liceu.
- Drassanes, a l'extrem sud, prop del port i al costat del Centre d'Art Santa Mònica.

Per la Rambla hi passen les línies d'autobús V13, 59 i 91, més les nocturnes N9, N12 i N15.

### Tramvia
El primer tramvia de la ciutat va entrar en servei el 27 de juny del 1872, i pujava per la Rambla des del Pla de la Boqueria fins als Josepets de Gràcia, l'actual plaça de Lesseps. Posteriorment, i fins al 1971, el règim franquista va substituir els tramvies per autobusos de la Pegaso; el que passava per la Rambla va desaparèixer el 1961. El 2007 Xavier Trias, aleshores candidat a l'alcaldia, va proposar una línia que enllacés l'Avinguda Diagonal amb el port a través d'un tramvia que baixés per la rambla de Catalunya i continués per la Rambla, fins a arribar a Colom.

## Cultura

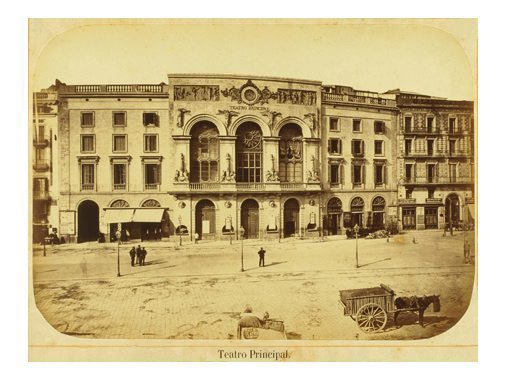
El Teatre Principal, cap al 1850, amb l'antiga façana de 1847.

La Rambla és la seu de diversos establiments culturals de Barcelona, com ara:
- el Gran Teatre del Liceu, o simplement Liceu; és el teatre d'òpera de Barcelona, inaugurat l'any 1847.
- el Centre d'Arts Santa Mònica; és un museu públic d'art contemporani situat al costat Raval de la Rambla de Santa Mònica, amb exposicions periòdiques d'artistes internacionals.
- el Palau de la Virreina; és un palau barroc seu de La Virreina Centre de la Imatge, que acull exposicions museístiques i actes culturals.
- el Teatre Poliorama; obert el 1899 com a cinema i que funciona des de 1982 com a teatre, situat a l'edifici de la Reial Acadèmia de Ciències i Arts de Barcelona.

Amb el pas del temps han anat desapareixent altres cinemes i teatres, com el Teatre Principal, que va ser el teatre més antic de Barcelona, fundat l'any 1568 i clausurat el febrer de 2017, o el Club Capitol, fundat el 1926 com a cinema i convertit en teatre el 1997, i que va tancar definitivament el març de 2020.

### Personatges cèlebres de la Rambla
- La Monyos[65][66][67]
- Ocaña[68][69]

## Galeria fotogràfica

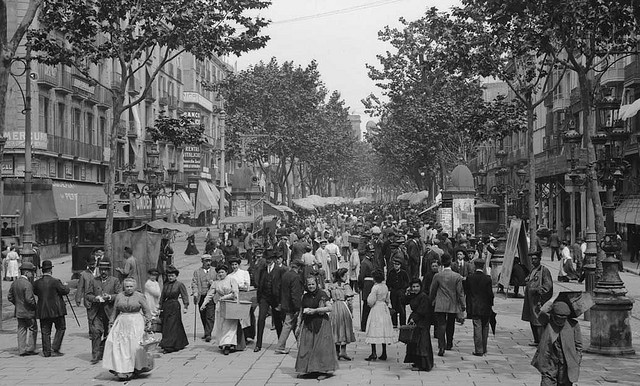
La Rambla i el tramvia (1905)
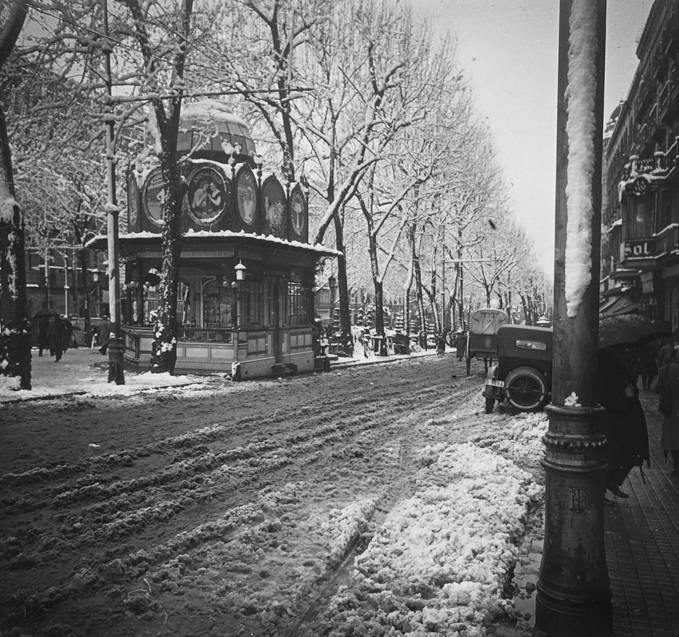
La Rambla (nevada de 1924)
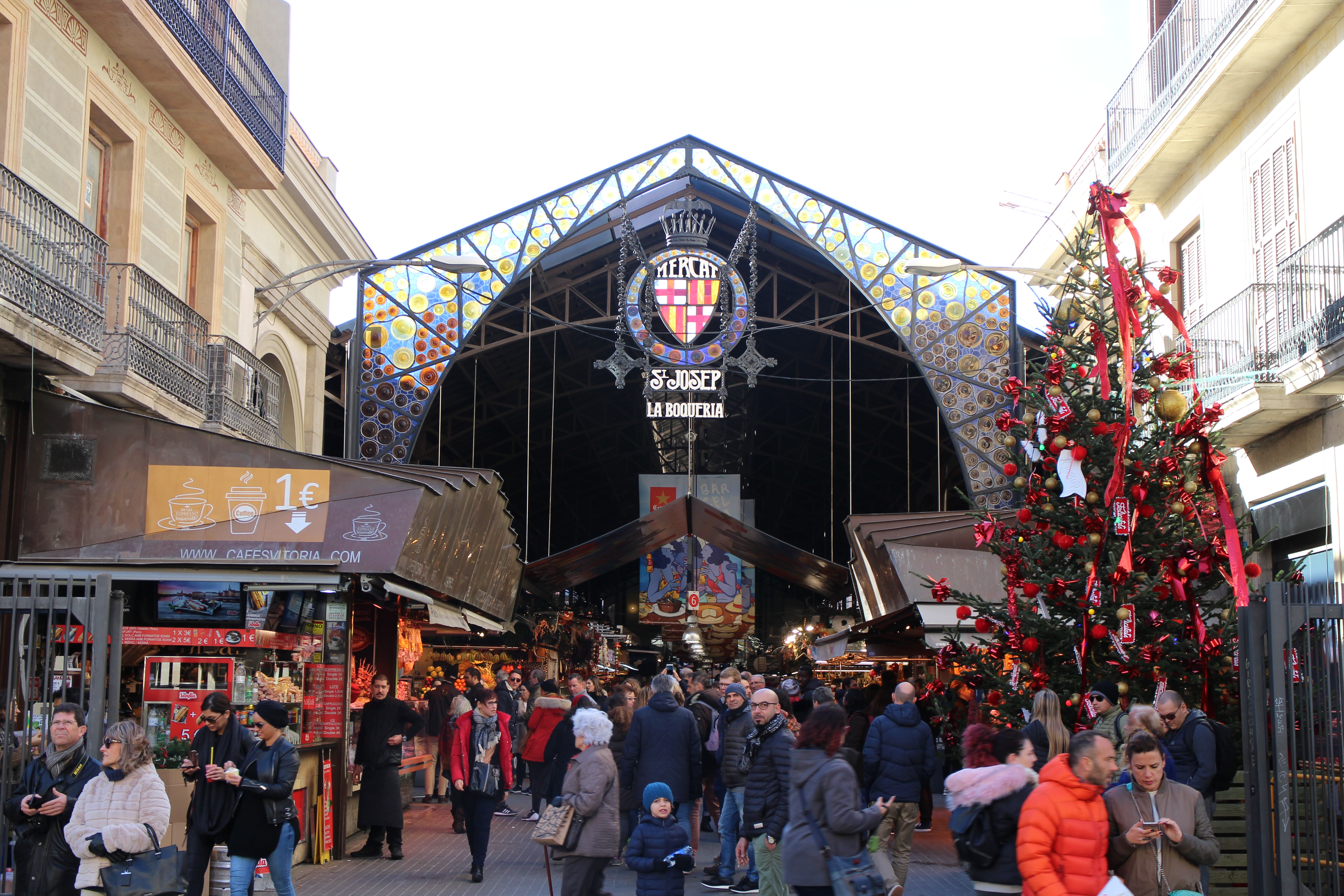
Mercat de la Boqueria
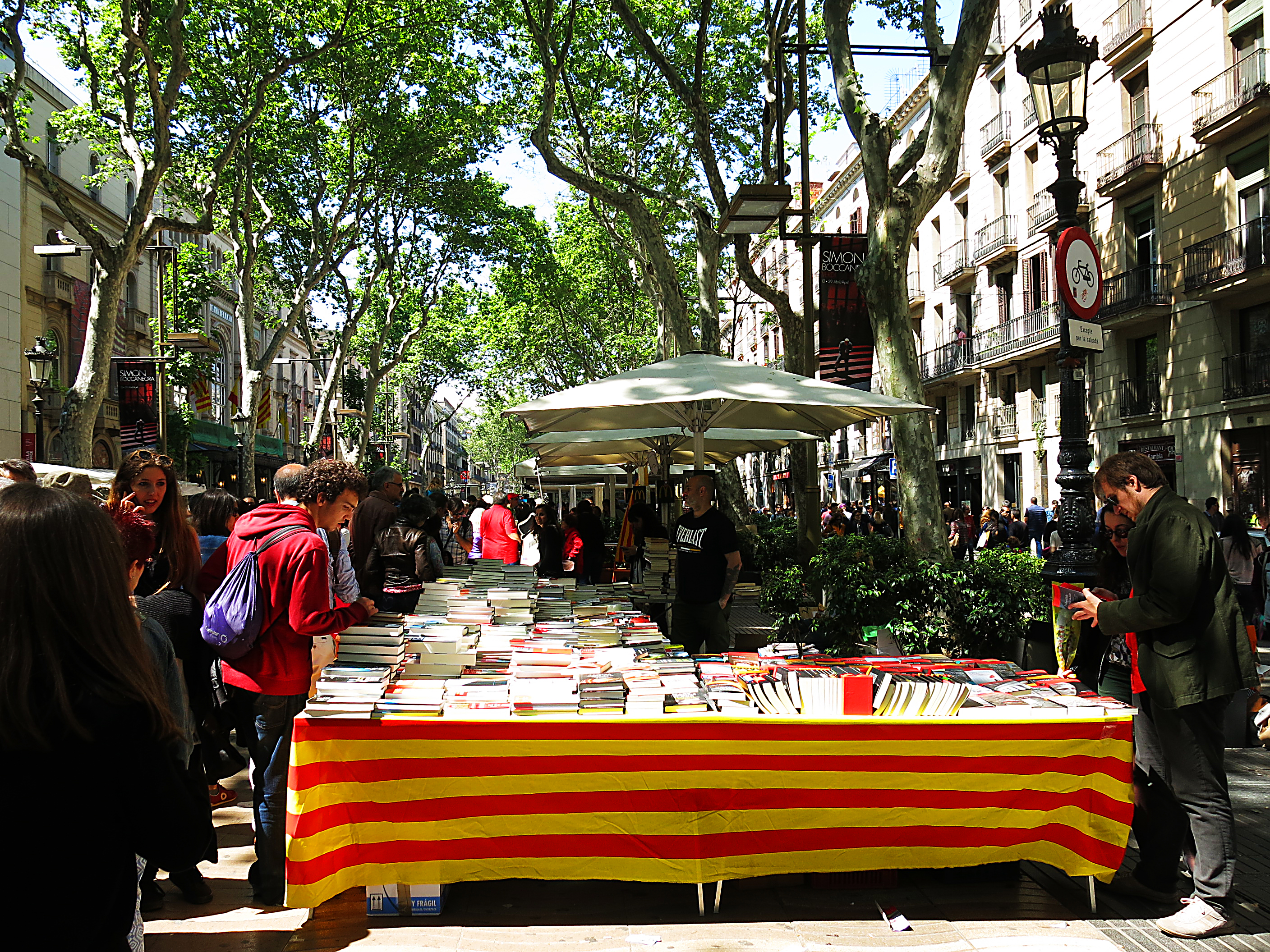
La Rambla durant la Diada de Sant Jordi
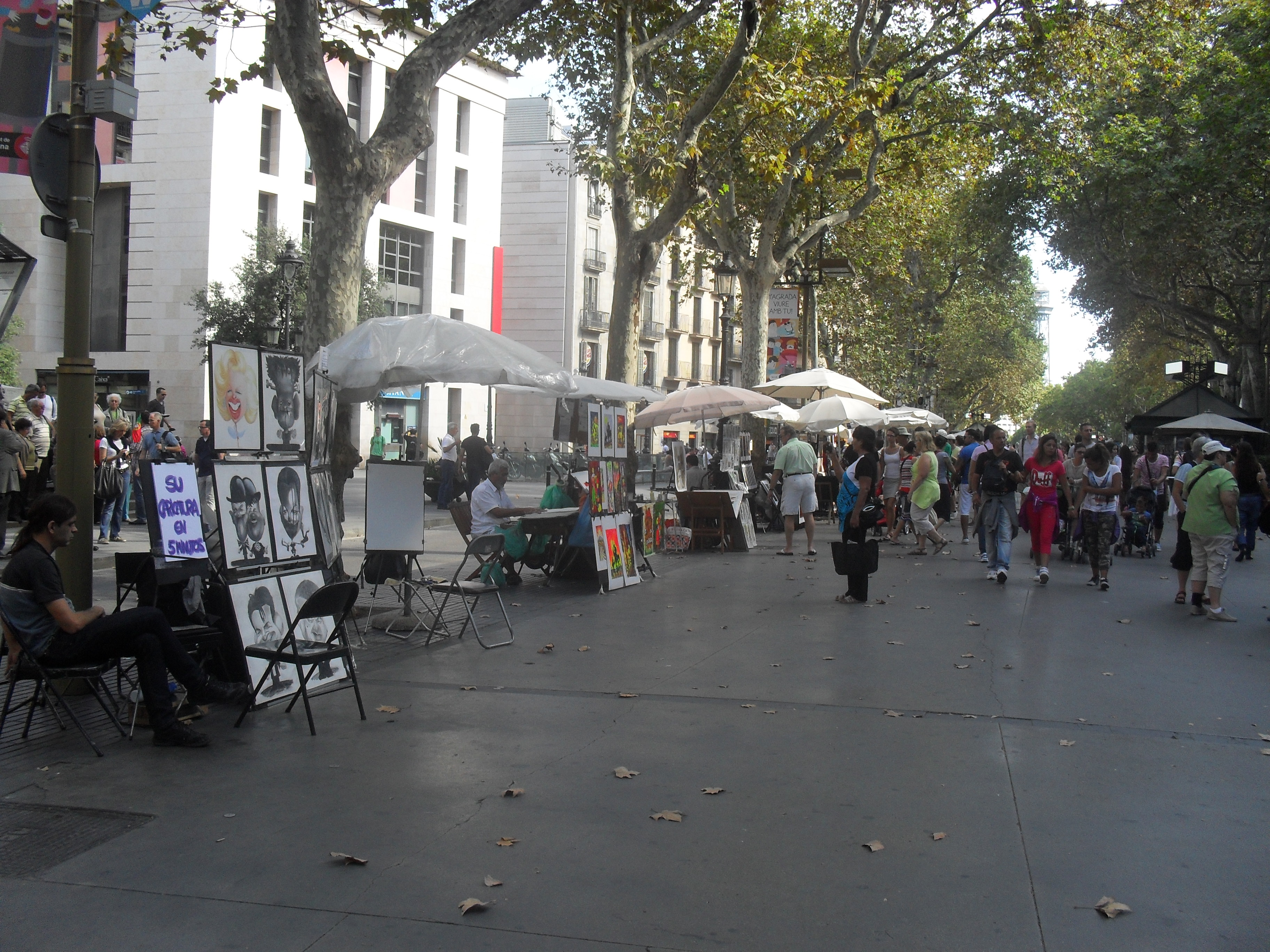
Parades d'artistes a la Rambla de Santa Mònica
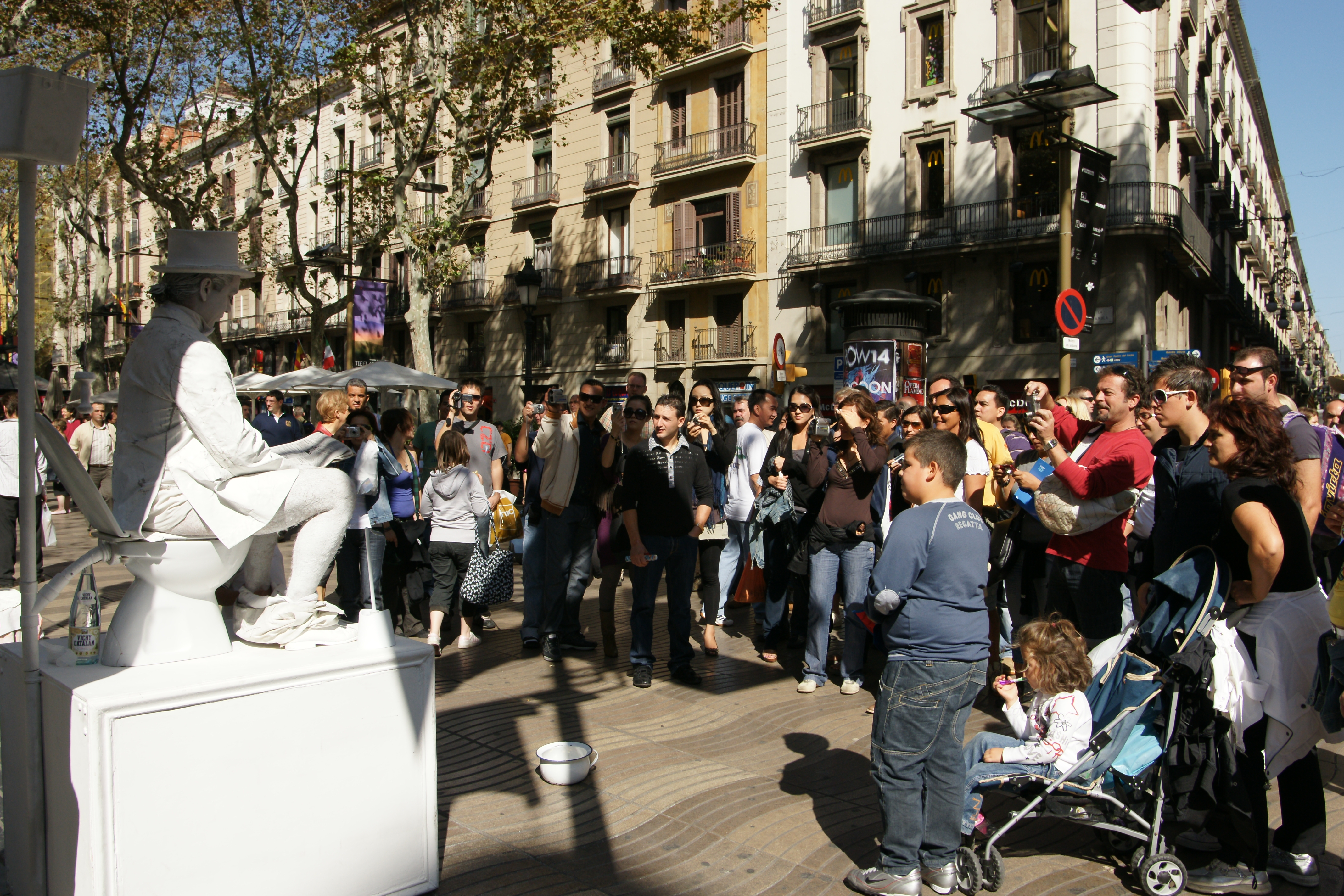
Estàtua vivent a la Rambla de Caputxins
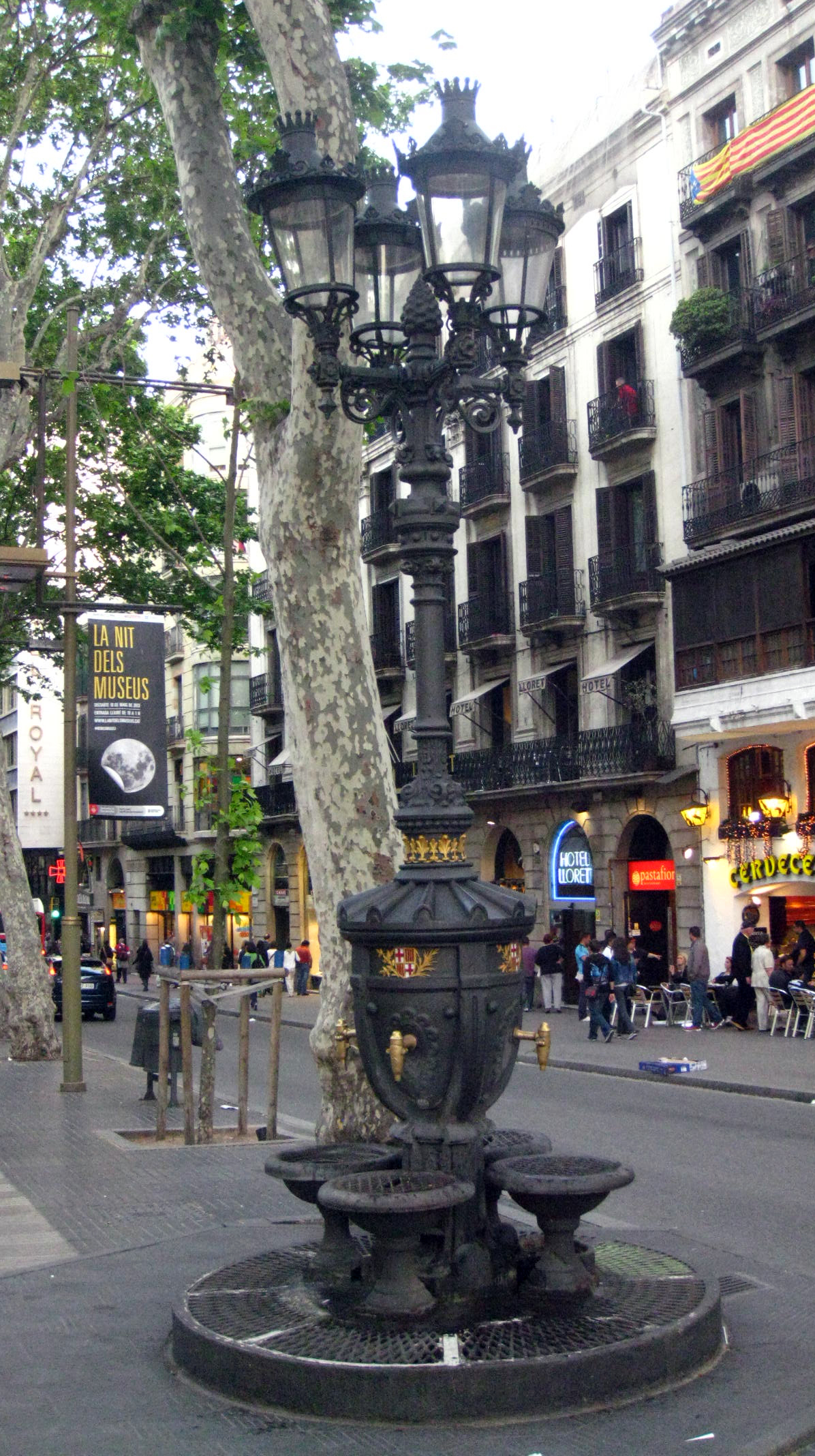
Font de Canaletes
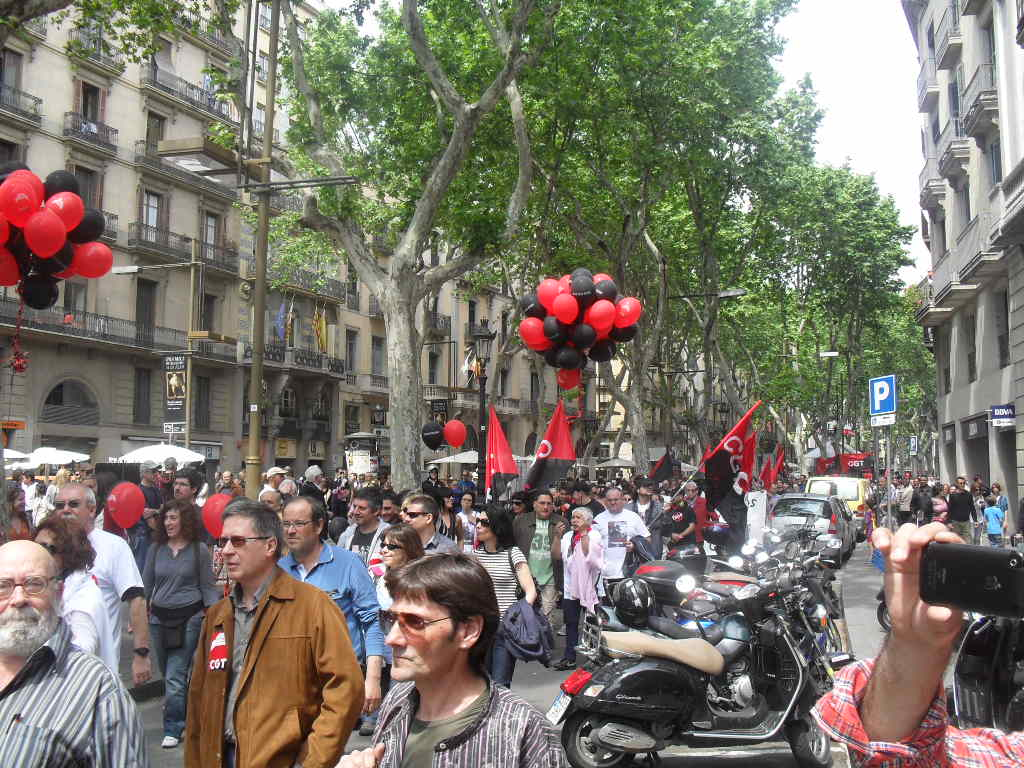
Manifestació a la Rambla
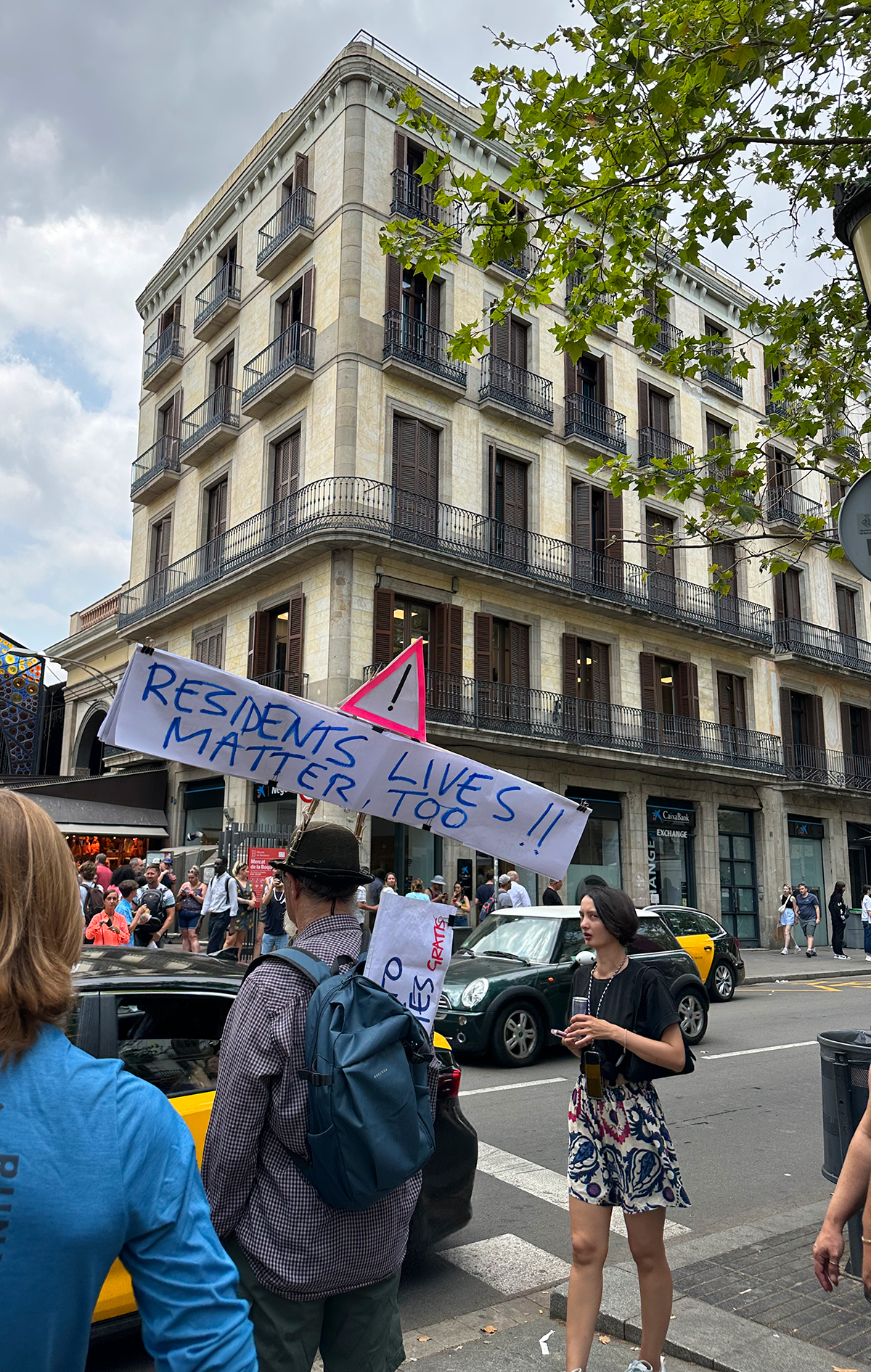
Veí local protestant contra els turistes a La Rambla (2023)